# Yumekui Merry
Yumekui Merry (夢喰いメリー Yumekui Merī) là một loạt manga hành động kỳ ảo được viết và minh hoạ bởi Ushiki Yoshitaka. Loạt manga được đăng định kỳ trên tạp chí seinen manga của Houbunsha Manga Time Kirara Forward. Bộ manga đã được chuyển thể thành seri anime truyền hình bởi J.C. Staff và bắt đầu được phát sóng vào ngày 7 tháng 1 năm 2011.

## Câu chuyện
Yumeji Fujiwara, là một nam sinh bình thường như bao người khác, sau một sự kiện xảy ra 10 năm trước, đã nhận được khả năng nhìn thấy năng lượng thoát ra từ giấc mơ của mọi người, và có thể đoán trước kiểu giấc mơ nào mà họ sẽ gặp trong đêm tiếp theo. Từ đó, cậu bắt đầu có những giấc mơ kỳ lạ thấy mình bị mèo đuổi bắt, và sau đó cậu biết được rằng chủ nhân của quân đội mèo, John Doe, muốn dùng cơ thể cậu để xâm nhập vào thế giới thực. Một ngày nọ, khi đang trên đường về nhà, một cô gái bí ẩn rời từ trên cao xuống đè lên người cậu. Cô gái này, tên là Merry Nightmare, chính là một mộng quỷ (夢魔 muma), đang cố tìm cách quay về thế giới của mình.